# Pseudonicsara spatula
Pseudonicsara spatula är en insektsart som beskrevs av Sigfrid Ingrisch 2009. Pseudonicsara spatula ingår i släktet Pseudonicsara och familjen vårtbitare. Inga underarter finns listade i Catalogue of Life.